# あべのベルタ
あべのベルタ（英語: Abeno Belta）は、大阪市阿倍野区にある複合ビル。Osaka Metro谷町線の阿倍野駅と直結している。名称の「ベルタ」は、イタリア語の「Beltà（美しい）」に由来する。

## 概要
阿倍野再開発事業の一環として、1987年（昭和62年）9月12日に開業。地下2階建て、地上17階建て。高さ約60m。4階以上は住宅棟・事務所棟に分かれている。商業店舗（関西スーパーなど）のほか、公共施設（郵便局、大阪市立阿倍野市民学習センター）や企業の事務所などが入居している。隣接する西館は大阪市立阿倍野スポーツセンターとなっている。
そごうホップと関西スーパーを核テナントとした商業ビルであったが、経営破綻により2000年（平成12年）12月にそごうは撤退した。その後もそごうの後を追うように店舗の閉店や移転が相次ぎ、近年は空き店舗が目立つ。あべのキューズタウン（東急不動産）やあべのハルカス（近鉄）の開業後は、空き店舗の増加に拍車がかかっている。

## 施設・入居店舗等
- 4階～17階：事務所・住居
- 3階：大阪市立阿倍野市民学習センター

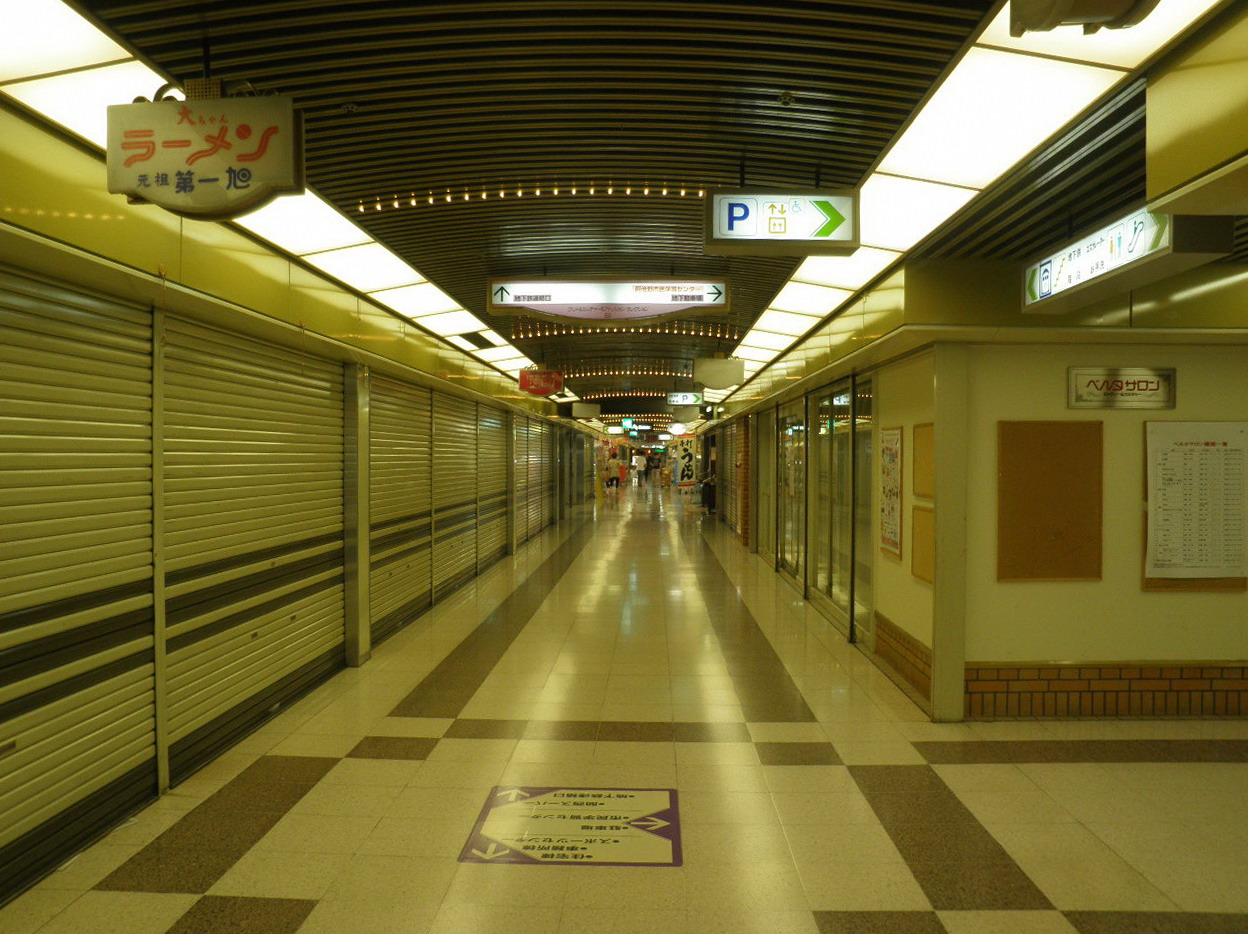
地下の専門店街。空き店舗が目立つ（2013年撮影）。

- 2階：ゲームセンター、ファッション店、雑貨店、自衛隊阿倍野出張所など
- 1階：菓子市、パチンコ・ヴィーナスギャラリー、あべのベルタ内郵便局、岡三証券、住友不動産販売、公益社プレビオ阿倍野、鉱物・化石ショップフォーナートなど
- 地下1階：関西スーパー、食品専門店、理髪店など
- 地下2階：地下鉄阿倍野駅連絡通路、ドラッグセガミ、飲食店（珈琲館など）、パソコン市民講座など

### 過去に出店していたテナント
- サイゼリヤ（そごうホップ内） - 1990年代に出店したが2004年頃に閉店。後にあべのキューズモール内に出店している。
- アニメイト - エコーアクロスビルへ移転。
- 福家書店 - 閉店。
- サンディーヌ - 旧にっしょく西日本が営業していたハンバーガー店で、「WINTIS」に改称後閉店。跡地はJR西日本系の飲食・物販業者の関連施設として使われていた時期もあった。
- 大阪市立美術館阿倍野展覧会場
- シルク（100円ショップ）- 閉店。
- ムロミカン - 閉店。

## 近隣施設等
- 大阪市立阿倍野スポーツセンター
- （財）大阪市環境保険協会 市民健康づくり相談センター
- 大阪市立阿倍野防災センター
- 大阪市立阿倍野区民センター
- 大阪市立阿倍野図書館
- 大阪市営南霊園（阿倍野墓地）
- あべの筋
- あべのキューズタウン
- 医療法人相愛会 相原第二病院
- あべのハルカス
- 大谷中学校・高等学校
- 大阪キリスト教短期大学